# Джим Талент
Джеймс Маттес «Джим» Талент (англ. James Matthes «Jim» Talent; нар. 18 жовтня 1956, Де-Перес, Міссурі) — американський політик, член Республіканської партії. Він представляв штат Міссурі в обох палатах Конгресу США, спочатку у Палаті представників (1993–2001), а потім у Сенаті (2002–2007).
У 1978 році отримав ступінь бакалавра з політології в Університеті Вашингтона у Сент-Луїсі, а у 1981 — юридичну освіту в Університеті Чикаго. Перш ніж почати політичну діяльність, він викладав у Школі права Вашингтонського університету. Член Палати представників Міссурі з 1985 по 1993.
Він виріс у єврейській родині і перейшов до пресвітеріанства.